# Хошимов Даврон
Даврон Хошимов (узб. Davron Khashimov, нар. 24 листопада 1992, Ташкент) — узбецький футболіст, захисник клубу «Навбахор» і національної збірної Узбекистану.

## Клубна кар'єра
У дорослому футболі дебютував 2011 року виступами за команду клубу «Пахтакор», в якій провів сім сезонів, взявши участь у 148 матчах чемпіонату. Більшість часу, проведеного у складі «Пахтакора», був основним гравцем захисту команди.
До складу клубу «Навбахор» приєднався 2018 року.

## Виступи за збірну
2013 року дебютував в офіційних матчах у складі національної збірної Узбекистану.
У складі збірної був учасником кубка Азії з футболу 2019 року в ОАЕ.

## Титули і досягнення
- Чемпіон Узбекистану (3):

«Пахтакор»: 2012, 2014, 2015
- Володар Кубка Узбекистану (1):

«Пахтакор»: 2011
- Володар Суперкубка Узбекистану (1):

«Локомотив»: 2019